# Karin Lix
Karin Lix (* 3. März 1965) ist eine ehemalige deutsche Sprinterin und Mittelstreckenläuferin.
Bei den Europameisterschaften 1986 in Stuttgart wurde sie Achte über 400 Meter.
1987 schied sie bei den Weltmeisterschaften in Rom mit der bundesdeutschen Mannschaft im Vorlauf der 4-mal-400-Meter-Staffel aus.
Bei den Deutschen Meisterschaften wurde sie über 400 Meter 1987 Dritte. Über 800 Meter wurde sie 1989 Dritte (hinter ihrer Zwillingsschwester Ute Lix) und 1990 Zweite.
Karin Lix startete für den TV Gelnhausen.

## Persönliche Bestzeiten
- 100 m: 11,91 s, 29. Mai 1982, Fürth
- 200 m: 24,13 s, 28. Juni 1986, Bürstadt
- 400 m: 51,85 s, 6. September 1986, Wetzlar
- 800 m: 2:01,66 min, 12. August 1990, Düsseldorf
- 1000 m: 2:40,76 min, 17. August 1990, Berlin

| Personendaten    | Personendaten                                  |
| ---------------- | ---------------------------------------------- |
| NAME             | Lix, Karin                                     |
| KURZBESCHREIBUNG | deutsche Sprinterin und Mittelstreckenläuferin |
| GEBURTSDATUM     | 3. März 1965                                   |